# Декамерон (телесеріал)
Декамерон (англ. The Decameron) — американський комедійний телесеріал про Середньовіччя, створений Кетлін Джордан. Її надихнула збірка італійських оповідань XIV століття «Декамерон» Джованні Боккаччо. Серіал був випущений на Netflix 25 липня 2024 року та отримав неоднозначні відгуки.

## Сюжет
У 1348 році, коли Чорна смерть спустошує Флоренцію, група дворян і їхні слуги покидають міста і прямують до сільської місцевості у «Вілла-Санта». Намагаючись перечекати чуму на пагорбах Тоскани з вином і сексом, герої зрештою повинні боротися за своє виживання.

## Акторський склад

### Головний
- Амар Чадха-Пател[en] — Діонео, лікар Тіндаро
- Лейла Фарзад — Стратілія, кухарка вілли
- Лу Гала[d] — Нейфіле, благочестива католицька дружина Панфіло
- Каран Гілл у ролі Панфіло, чоловіка Нейфіле, який намагається піднятися соціальною драбиною
- Тоні Гейл[en] — Сіріско, управитель вілли
- Сірша-Моніка Джексон[en] — Міся, вірна служниця Пампінеї
- Зоша Меміт у ролі Пампінеї, розпещеної дворянки, яка мала вийти заміж за власника вілли
- Дуггі МакМікін[de] у ролі Тіндаро, багатого іпохондрика
- Джессіка Пламмер[en] у ролі Філомени, розпещеної дворянки, яка втратила всю свою родину через чуму
- Таня Рейнольдс[en] — Лічіска, служниця Філомени

### Другорядний
- Альфредо Пеа[it] — Каландріно, слуга на віллі
- Джамп'єро де Кончіліо[d] — Андреолі, посланець
- Астон Рей — Якопо, син Стратилії
- Дастін Демрі-Бернс[en] — Аррігуччо, друг Сіріско
- Фарес Фарес — Руджеро, двоюрідний брат віконта
- Тезмін-Мей Геббетт — Пармена, кохана Місі
- Рейс Даніель — Стеккі, друг Руджеро
- Логан Вонг[d] — Бруно, друг Руджеро
- Деві Едуард Кінг — Леонардо, наречений Пампінеї
- Олександр Рудинський — одноокий бандит

## Епізоди
| № серії | Назва серії                               | Режисер(и)     | Сценарист(и)                  | Оригінальна дата виходу |
| ------- | ----------------------------------------- | -------------- | ----------------------------- | ----------------------- |
| 1       | «Чудове здорове село»                     | Майкл Аппендал | Кетлін Джордан                | 25 липня 2024           |
| 2       | «Святковий настрій»                       | Майкл Аппендал | Кетлін Джордан                | 25 липня 2024           |
| 3       | «Присягаюся Гомером, це вінок переможця!» | Ендрю ДеЯнг    | Джеймс Роджерс III            | 25 липня 2024           |
| 4       | «Зіпсована атмосфера»                     | Ендрю ДеЯнг    | Ентоні Натолі                 | 25 липня 2024           |
| 5       | «Підміна»                                 | Anya Adams     | Меган Кінг Келлі              | 25 липня 2024           |
| 6       | «За кам'янистим струмком»                 | Аня Адамс      | Марі Ханхон Нгуєн             | 25 липня 2024           |
| 7       | «Це жахливо, а ти ніколи не зцілишся»     | Майкл Аппендал | Зої Джарман                   | 25 липня 2024           |
| 8       | «Ми добре поплакали»                      | Майкл Аппендал | Кетлін Джордан і Стівен Анклз | 25 липня 2024           |

## Виробництво
У серпні 2022 року Netflix оголосив, що замовив телевізійний серіал, натхненний новеллами 14-го століття «Декамерон» Джованні Боккаччо. Серіал створила шоуранерка Кетлін Джордан, а Дженджі Коен стала виконавчою продюсеркою разом з Джордан. Режисером чотирьох із восьми епізодів мав стати Майкл Аппендал. У грудні 2022 року було оголошено акторський склад, у тому числі Зоша Меміт, Сірша-Моніка Джексон, Таня Рейнольдс, Амар Чадха-Пател, Лейла Фарзад, Лу Гала, Каран Гілл, Тоні Гейл, Дуггі МакМікін і Джессіка Пламмер.
Попереднє виробництво серіалу розпочалося наприкінці 2022 року. Зйомки розпочалися 10 січня 2023 року з планом протривати до червня. Зйомки в Римі проходили на студії «Cinecittà», де інтер'єри вілли Санта знімали на сцені 5, а додаткові частини вілли — на сценах 4 і 11. Додаткові зйомки також проводилися в місцях по всій провінції Вітербо, наприклад, у садах замку «Русполі», а квартал міста Вітербо «Сан-Пеллегріно» слугував Флоренцією XIV століття, з якого прибрали/приховали сучасні елементи (водостоки, кабелі, вікна та димоходи).

## Реліз
«Декамерон» вийшов 25 липня 2024 року.

## Сприйняття
На вебсайті агрегатора рецензій Rotten Tomatoes 64 % із 36 відгуків критиків є позитивними із середньою оцінкою 5,8/10. Критичний консенсус вебсайту стверджує: «Широка пародія на Чорну Смерть, що кишить кумедними перформенсами, темна смуга гумору „Декамерона“ може межувати з легковажністю, але створює досить веселу чумну вечірку». Metacritic надав першому сезону середньозважену оцінку 65 зі 100 на основі 22 відгуків, що вказує на «загалом схвальні відгуки».